# Грегор, Богумил
Богуми́л Гре́гор (чеш. Bohumil Gregor; 14 июля 1926, Прага, Чехословакия, Чехия — 4 ноября 2005, там же) — чешский дирижёр.

## Биография
В 1949 году окончил Пражскую консерваторию по классу дирижирования у Павла Дедечека и Алоиса Климы. В 1947 году становится дирижёром Театра имени Пятого мая, а в 1948—1963 годах — Национального театра в Праге (с перерывом в 1949—1951 годах, когда работал в Брно). Был ассистентом Зденека Халабалы; дирижировал оркестром оперного театра, Армейским художественным ансамблем имени Вита Неедлы в Праге. В 1958—1962 годах возглавлял Государственный театр в Остраве. В 1966–1969 годах дирижировал в Оперном театре в Стокгольме, с 1968 года — гаагским симфоническим оркестром «Резиденси», в 1969–1972 годах в Гамбурге, потом в Амстердаме, Сан-Франциско, Филадельфии, Вашингтоне и других городах мира. В 1999—2002 годах на короткое время вернулся в Национальный театр. Среди опер, которыми он дирижировал: «Русалка» Дворжака, «Борис Годунов» Мусоргского и «Хитрый крестьянин» Дворжака. Поставил в Национальном театре как главный дирижёр балет Хачатуряна «Спартак».